# Помазунов Олександр Іванович
Олександр Іванович Помазунов (25 серпня 1915, Верхній Салтів — 12 травня 1991) — радянський військовий льотчик, Герой Радянського Союзу.

## Біографія
Народився 25 серпня 1915 року в селі Верхньому Салтові (тепер Вовчанського району Харківської області) в сім'ї селянина. Українець. Закінчив три курси Харківського педагогічного інституту.
У 1936 році призваний до лав Червоної Армії. У 1937 році закінчив Єйську військово-морську школу льотчиків і льотчиків-спостерігачів, в 1940 році — курси удосконалення командирського складу. Брав участь в боях на річці Халхин-Голі в 1939 році, здійснював по декілька вильотів щодня.
У боях німецько-радянської війни з червня 1941 року. Брав участь в обороні Москви, в розгромі фашистських військ під Сталінградом, бився в небі Північного Кавказу. Член ВКП(б) з 1944 року.
Особливо відзначився в останні місяці війни в боях на підступах до Берліна в складі військ 1-го Українського фронту. 37 раз водив групи від 18 до 50 літаків. За успішні дії на Берлінському напрямку дивізія стала іменуватися Червонопрапорною і була нагороджена орденом Богдана Хмельницького.
Всього до травня 1945 року старший штурман 1-ї гвардійської бомбардувальної авіаційної дивізії 6-го гвардійського бомбардувального авіаційного корпусу 2-ї повітряної армії гвардії майор О. І. Помазунов здійснив 136 бойових вильотів на бомбардування скупчень військ противника, завдавши йому великої шкоди в живій силі і техніці.
Указом Президії Верховної Ради СРСР від 27 червня 1945 року за зразкове виконання бойових завдань командування по знищенню живої сили і техніки противника і проявлені при цьому мужність і героїзм гвардії майору Олександру Івановичу Помазунову присвоєно звання Героя Радянського Союзу з врученням ордена Леніна і медалі «Золота Зірка» (№ 7978).

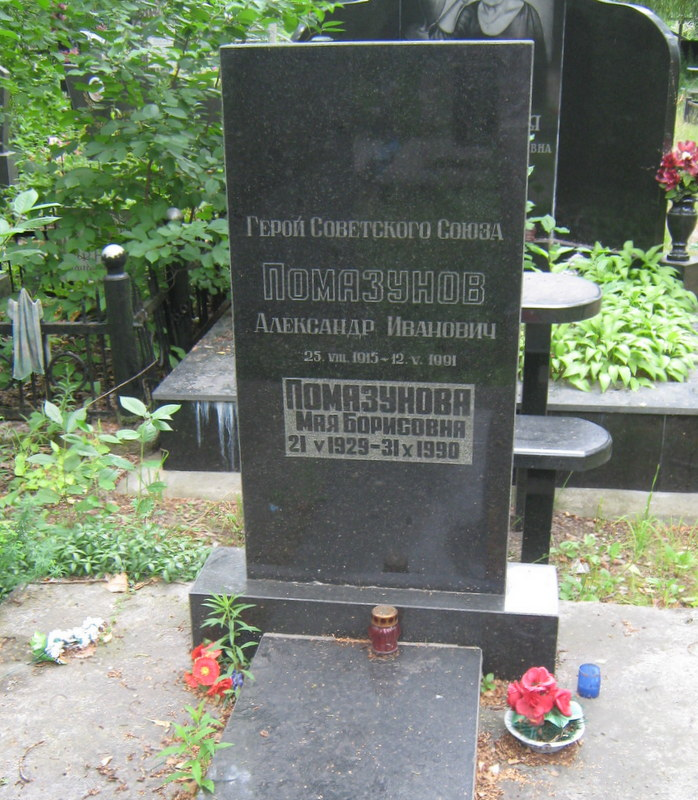
Могила Олександра Помазунова

Після закінчення війни продовжував службу у Військово-повітряних силах СРСР. З 1946 року майор О. І. Помазунов — в запасі. Працював диспетчером в Московському центральному аеропорту. Потім жив у Києві. Помер 12 травня 1991 року. Похований в Києві на Міському кладовищі «Берківцях» (ділянка № 22).

## Нагороди
Нагороджений орденом Леніна, двома орденами Червоного Прапора, двома орденами Вітчизняної війни 1 ступеня, орденом Трудового Червоного Прапора, орденом Червоної Зірки, медалями.